# Paige Hourigan
Paige Mary Hourigan (ur. 3 lutego 1997 w Turakinie) – nowozelandzka tenisistka, reprezentantka kraju w Pucharze Billie Jean King.

## Kariera tenisowa
W karierze wygrała cztery singlowe oraz dziesięć deblowych turniejów rangi ITF. Najwyżej w rankingu WTA Tour była sklasyfikowana na 441. miejscu w singlu (8 marca 2021) oraz na 225. miejscu w deblu (8 marca 2021).
W zawodach cyklu WTA Tour zadebiutowała w 2013 roku w Auckland. W 2017 roku po raz pierwszy reprezentowała kraj w zmaganiach o Puchar Federacji.
W 2018 roku została mistrzynią Nowej Zelandii w grze podwójnej (w parze z Erin Routliffe) oraz wicemistrzynią w grze pojedynczej.
W sezonie 2019 osiągnęła pierwszy finał zawodów cyklu WTA Tour w grze podwójnej. Razem z Taylor Townsend przegrały w meczu mistrzowskim w Auckland z Eugenie Bouchard i Sofią Kenin wynikiem 6:1, 1:6, 7–10.

## Życie prywatne
Paige Hourigan pochodzi z maoryskiego iwi Ngāti Tūwharetoa.

## Finały turniejów WTA
| Legenda                     | Legenda |
| --------------------------- | ------- |
| Wielki Szlem                |         |
| Igrzyska olimpijskie        |         |
| WTA Tour Championships      |         |
| 2009 – 2020                 |         |
| WTA Premier Mandatory       |         |
| WTA Premier 5               |         |
| WTA Premier                 |         |
| WTA International Series    |         |
| WTA 125K series (2012–2020) |         |

### Gra podwójna 1 (0–1)
| Końcowy wynik | Nr | Data            | Turniej  | Nawierzchnia | Partnerka       | Przeciwniczki                | Wynik finału   |
| ------------- | -- | --------------- | -------- | ------------ | --------------- | ---------------------------- | -------------- |
| Finalistka    | 1. | 6 stycznia 2019 | Auckland | Twarda       | Taylor Townsend | Eugenie Bouchard Sofia Kenin | 6:1, 1:6, 7–10 |

## Wygrane turnieje rangi ITF
| turnieje z pulą nagród 100 000 $ |
| turnieje z pulą nagród 80 000 $  |
| turnieje z pulą nagród 60 000 $  |
| turnieje z pulą nagród 25 000 $  |
| turnieje z pulą nagród 15 000 $  |
| turnieje z pulą nagród 10 000 $  |

### Gra pojedyncza
|    | Data       | Turniej        | Naw.   | Przeciwniczka    | Wynik         |
| 1. | 08/07/2018 | Corroios       | Twarda | Valeria Bhunu    | 6:4, 6:3      |
| 2. | 24/03/2019 | Cancún         | Twarda | Camila Osorio    | 6:4, 6:3      |
| 3. | 04/04/2021 | Szarm el-Szejk | Twarda | Anna Sisková     | 3:6, 6:1, 6:2 |
| 4. | 25/04/2021 | Monastyr       | Twarda | Monika Kilnarová | 6:3, 6:2      |

### Gra podwójna
|     | Data       | Turniej  | Naw.   | Partnerka         | Przeciwniczki                         | Wynik           |
| 1.  | 18/06/2016 | Antalya  | Twarda | Arianne Hartono   | Raluca Șerban Miriana Tona            | 6:3, krecz      |
| 2.  | 27/01/2019 | Singapur | Twarda | Aldila Sutjiadi   | Eudice Chong Zhang Ling               | 6:2, 6:3        |
| 3.  | 17/02/2019 | Surprise | Twarda | Coco Gauff        | Usue Maitane Arconada Emina Bektas    | 6:3, 4:6, 14–12 |
| 4.  | 09/03/2019 | Irapuato | Twarda | Astra Sharma      | Verónica Cepede Royg Renata Voráčová  | 6:1, 4:6, 12–10 |
| 5.  | 31/03/2019 | Cancún   | Twarda | Vladica Babić     | Karolína Beránková Lara Escauriza     | 6:4, 6:3        |
| 6.  | 14/04/2019 | Hongkong | Twarda | Aldila Sutjiadi   | Maddison Inglis Kayla McPhee          | 6:3, 6:1        |
| 7.  | 26/05/2019 | Singapur | Twarda | Aldila Sutjiadi   | Emily Appleton Catherine Harrison     | 6:1, 7:6(5)     |
| 8.  | 07/07/2019 | Corroios | Twarda | Alison Bai        | Francisca Jorge Olga Parres Azcoitia  | 3:6, 6:2, 14–12 |
| 9.  | 19/04/2021 | Monastyr | Twarda | Alexandra Osborne | Magali Kempen Chelsea Vanhoutte       | 4:1 krecz       |
| 10. | 08/05/2021 | Salinas  | Twarda | Jodie Burrage     | Jacqueline Cabaj Awad Francisca Jorge | 6:2, 2:6, 10–8  |